# 埃尔姆山麓柯尼希斯卢特
埃尔姆山麓柯尼希斯卢特（德語：Königslutter am Elm，發音：[køːnɪçsˈlʊtɐ ʔam ˈʔɛlm]），通称柯尼希斯卢特（德語：Königslutter），是德国下萨克森州黑尔姆施泰特县的城市，面积131.12平方千米，2023年12月31日人口为15,860人。